# Concert nr. 3 (Hovhaness)
Alan Hovhaness componeerde zijn Concert nr. 3 "Dirhan" (The religious singer) in 1948.
Het werk is geschreven met in het achterhoofd Diran Dinjian, leider van het koor en solist in de Armeens-orthodoxe kerk, waar Hovhaness organist was. Het oorspronkelijke werk is gecomponeerd voor eufonium en strijkinstrumenten, maar er zijn ook exemplaren geschreven met trombone of hoorn als solist. Het slot is niet herkenbaar als slot; de muziek houdt gewoon op, deze techniek gebruikte de componist vaker. Het was een van de eerste gecomponeerde eufoniumconcerten, voor eufonium solo is sowieso weinig repertoire.
Het werk bestaat uit drie delen:
1. Canzona: Andante
2. Aria: Moderato
3. Gloria: Allegro.

## Orkestratie
- eufonium of trombone of hoorn
- violen, altviolen, celli, contrabassen.

## Discografie
- Uitgave Centaur : Robin Dauer (hoorn) met The Hendrix College Chamber Orchestra o.l.v. Karen Griebling, opname mei 2006.